# Saigon Centre

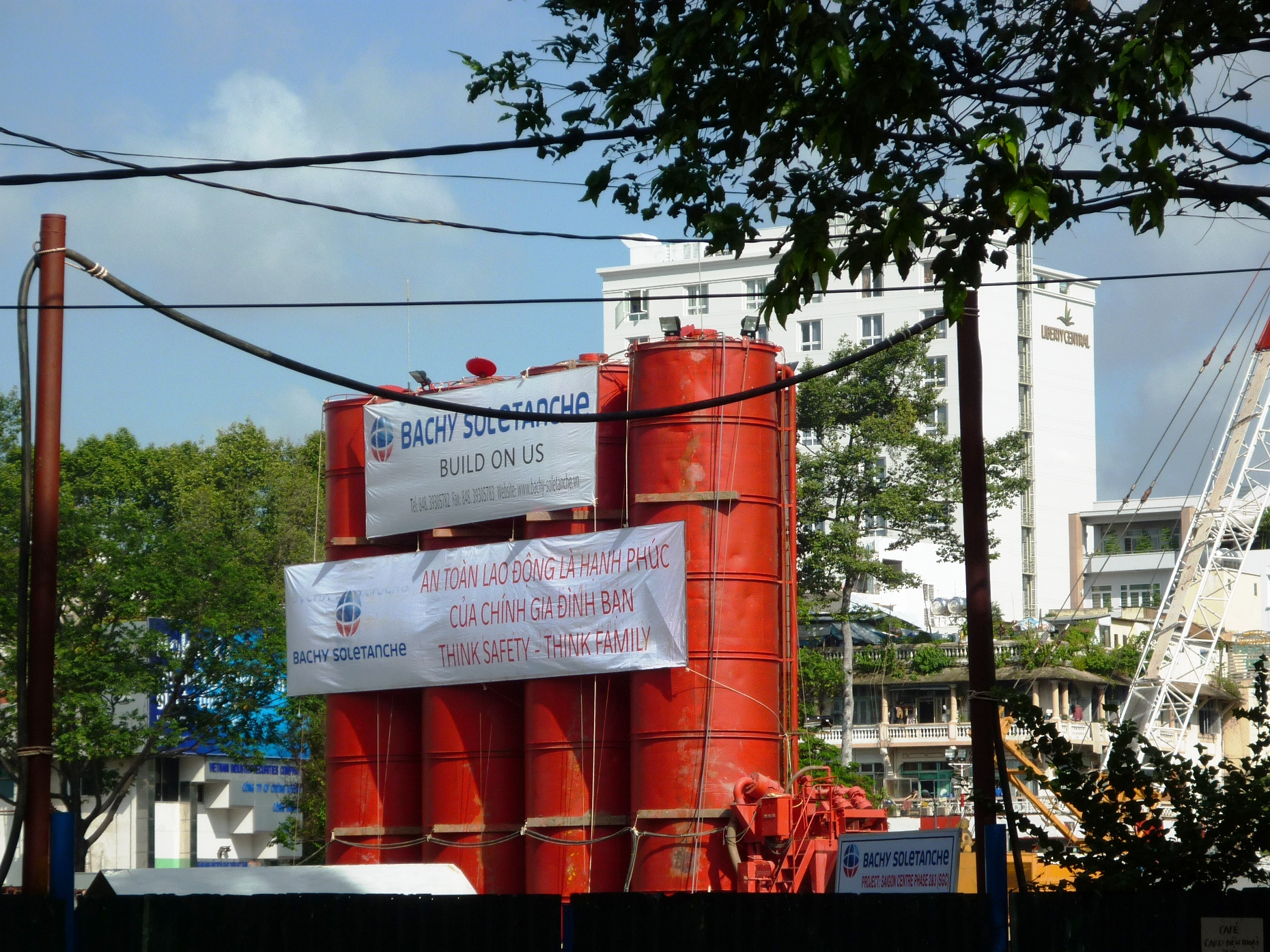
Giai đoạn hai lúc đó đang được tiến hành, 2011.

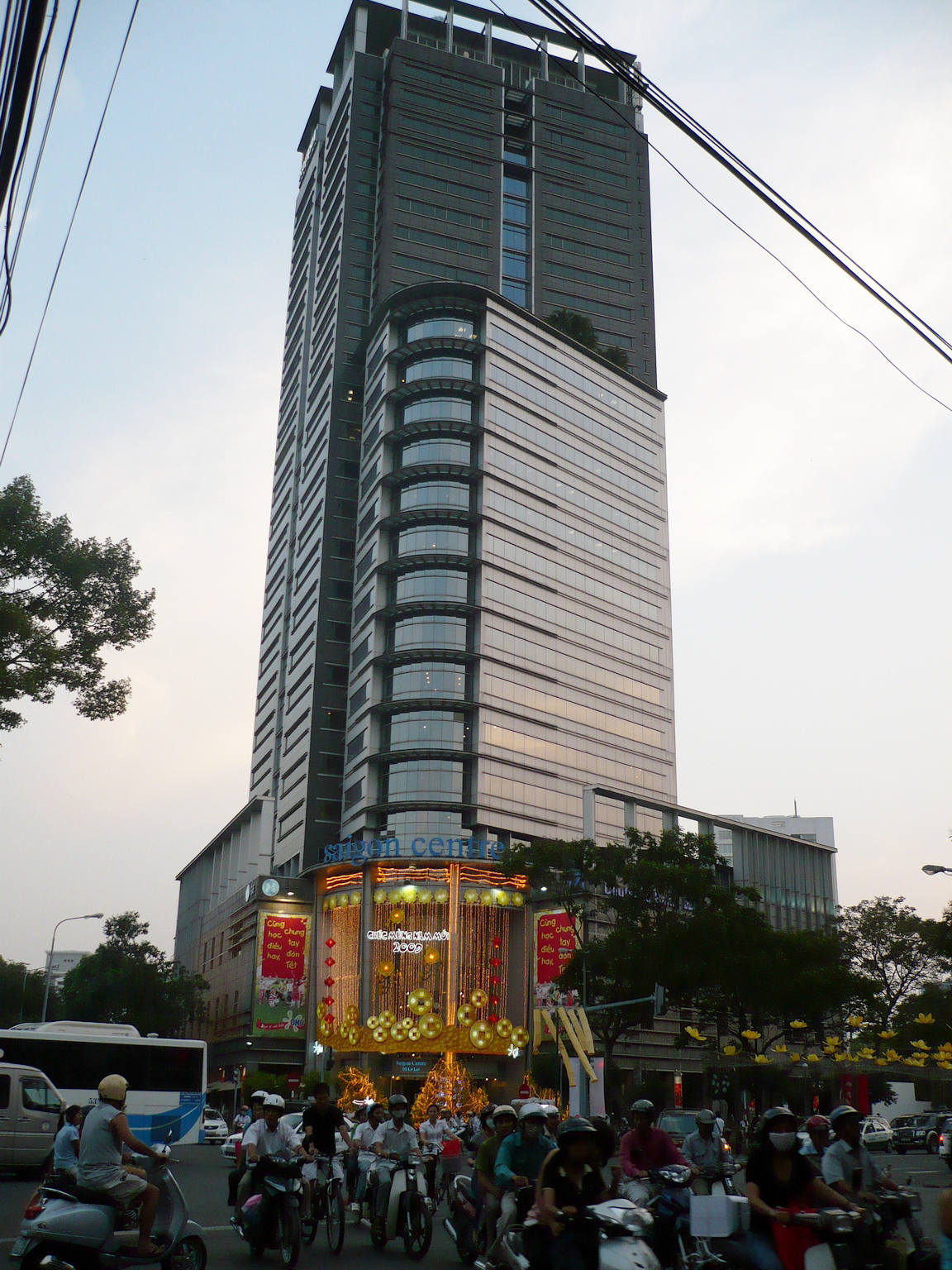
Tòa nhà cũ, chụp vào tết âm lịch 2009

Saigon Centre là một khu phức hợp cao ốc do Công ty Keppel Land Watco I đầu tư, đơn vị thiết kế DCMStudios Hong Kong tọa lạc tại đường Lê Lợi ở trung tâm Thành phố Hồ Chí Minh.
Giai đoạn 1 đã hoàn tất. Giai đoạn 2 đã hoàn tất. Phức hợp này sẽ gồm 3 tòa nhà. Tòa nhà giai đoạn 1 đang sử dụng. Tòa nhà mới cao 193m, gồm 39 tầng và 4 tầng hầm. Năm 2016, khối đế của tòa nhà cũ đã được cải tạo lại cho đồng bộ với tòa số 2 lúc đó đang xây. Tòa nhà số 2 hoàn thành vào năm 2017.